# 奧地利護照
奥地利护照，是奥地利政府签发给奥地利公民的国际旅行文件。奥地利公民均为欧盟公民，可持护照或奥地利身份证在所有欧洲联盟、欧洲经济区国家及瑞士自由流动迁徙。

## 外观
奥地利护照遵循统一的欧盟护照格式，封面颜色为勃艮第酒紅，纸张尺寸为B7（或ISO/IEC 7810 ID-3, 88 mm × 125 mm）。护照正中間是奧地利國徽，國徽上方則用德語標示“欧洲联盟”及“奥地利共和国”字样，下方则标识“护照”字样及生物特徵護照标识。护照共36页，签证页上每页均有一奥地利联邦州的州徽。
奥地利外交护照封面颜色为鲜红色，公务护照封面颜色为深蓝色。
在1995年1月1日加入欧洲联盟之前，奥地利的护照封面为深绿色。

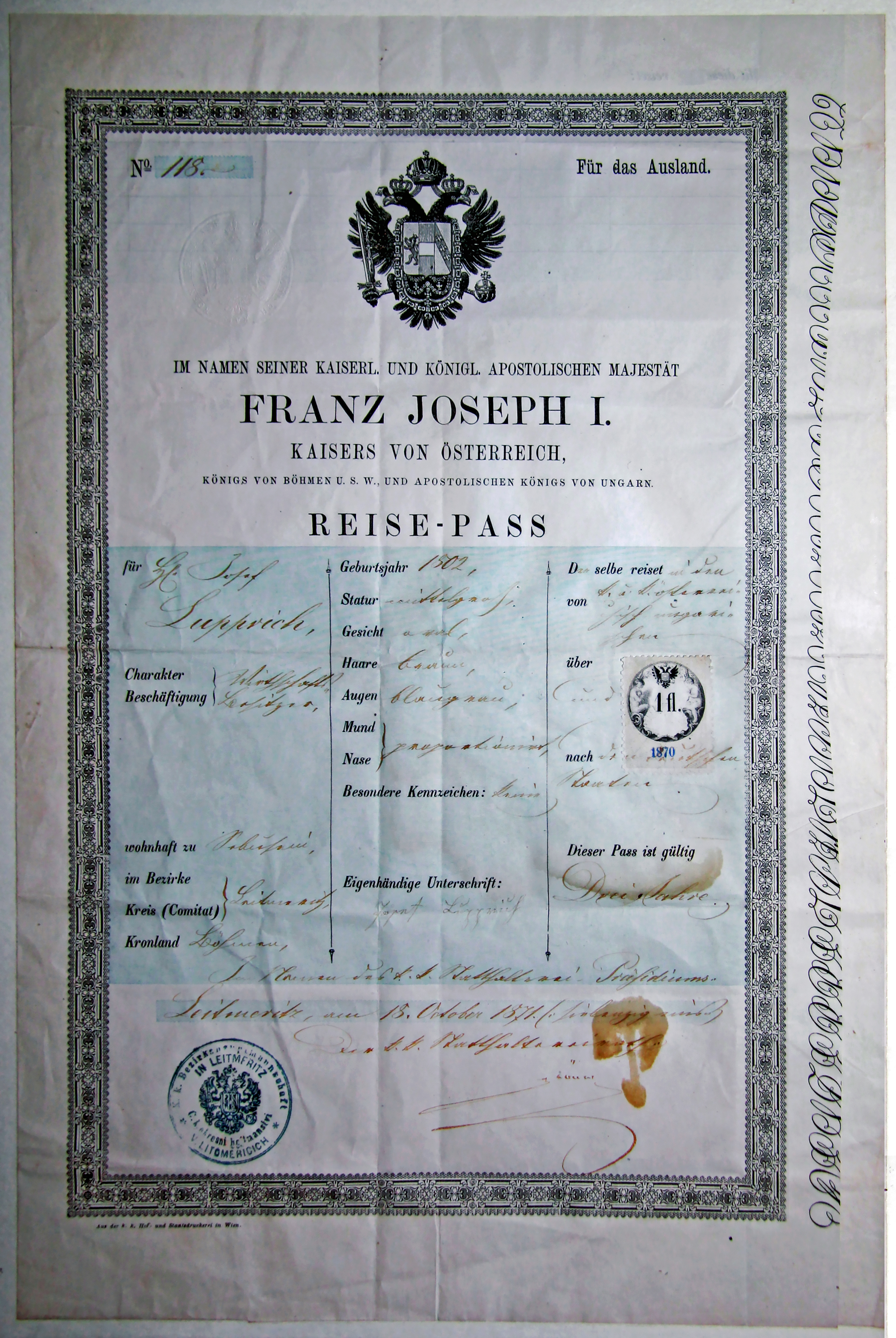
1871年签发的奥匈帝国第118号护照，供持照人前往波西米亚及德意志

## 护照签发
奥地利护照由有权的地方市镇签发。2006年6月16日起，奥地利开始发行带有芯片的生物特徵護照。申请护照需准备护照照片，12岁以上公民申请护照费用为75.9欧元。护照芯片中储存持照人的电子照片。2009年3月30日起，芯片中也强制储存持照人的指纹信息。护照中允许变更的信息有学位、工程师职级、取消护照中携带儿童（儿童获得自己的护照）或持照人特殊记号（疤痕、纹身）等。变更其他信息均须重新申请、印制护照。申请人可在奥地利国内任意一个护照管理部门申请，其照片及签名经扫描后统一传送到维也纳的奥地利国家印刷局印制护照。护照制作完成后通过邮寄交给申请人。

## 儿童护照
奥地利护照中儿童的年龄分界为12岁。2009年6月15日起，奥地利不再允许成人护照中携带儿童，自2012年6月15日開始所有儿童均须单独申请护照。儿童护照有效期为5年，申请费用为30欧元。2岁以下的儿童首次申请护照免费，有效期为2年。儿童申请护照无需储存指纹信息，护照中也无需标注身高。申请护照必须本人到场。如儿童不会写字，可由监护人在签名栏代其填写其大写姓名。

## 第二本护照
奥地利允许其公民在特定情况下持有第二本奥地利护照，用以规避某些旅行限制（如一些阿拉伯国家不允许护照中有以色列入境章的人士入境）。
拥有双重国籍的奥地利公民也可持有两本护照，奥地利国籍法具体规定双重国籍人士领用护照的规范。

## 特殊字母拼写
奥地利公民的德语人名中，可能含有ä，ö，ü，ß等特殊字符，这些字符在护照的非机读区原样显示，而在机读区则会转写（如Müller显示为MUELLER, Groß显示为GROSS），或通过其他字字母代替（如Désirée显示为DESIREE），这种字母转写及代替在飞机票、签证中经常使用，这样就可能出现奥地利人同一个名字有三种不同写法的情况（如Müller/Mueller/Muller）。
因此，奥地利护照可（非必须）用德语、英语及法语三种语言的加注，说明德语名称中ä, ö, ü, ß等字母可分别转写为AE, OE, UE, SS。

## 签证要求

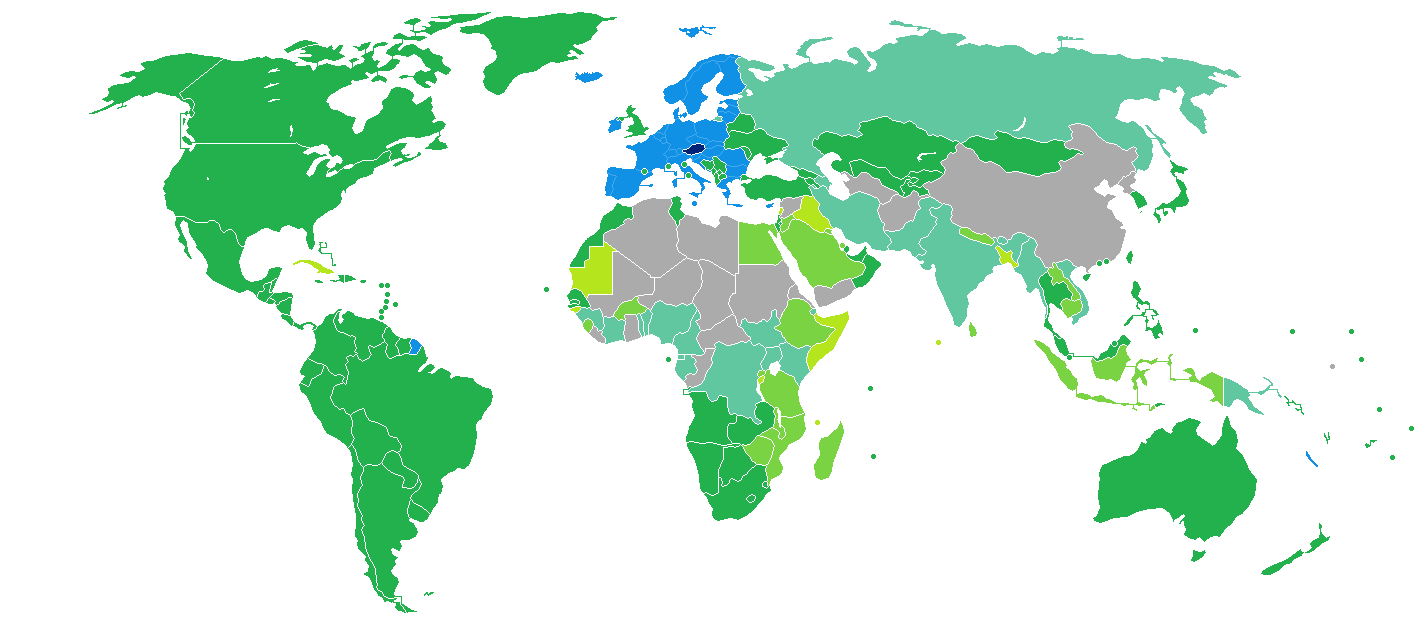
奥地利公民签证要求
奥地利共和国
自由流动迁徙
免签证
落地签证
电子签证
落地签证或电子签证均可
需要签证

根据2025年1月8日发布的亨利护照指数，奥地利护照可免签证、落地签证或电子签证入境191个国家和地区，位居世界第4，与丹麦、爱尔兰、卢森堡、荷兰、挪威、瑞典护照并列。